# Giorgio Celli
Giorgio Ruggero Celli (ur. 16 lipca 1935 w Weronie, zm. 11 czerwca 2011 w Bolonii) – włoski entomolog i etolog, pisarz, wykładowca akademicki, poseł do Parlamentu Europejskiego V kadencji (1999–2004).

## Życiorys
Ukończył studia biologiczne na Uniwersytecie Bolońskim (1959). Został pracownikiem naukowym tej uczelni, początkowo jako asystent, następnie docent. Objął stanowisko dyrektora instytutu entomologii im. Guida Grandiego W pracy naukowej zajmował się m.in. poszukiwaniem alternatywy dla pestycydów w rolnictwie.
Był związany ze środowiskiem Gruppo 63, neoawangardową grupą literacką. Opublikował szereg książek, m.in. Il gatto di casa: etologia di un’amicizia (Muzzio, 1997), Darwin delle scimmie (Bollati Boringhieri, 1999), Vita segreta degli animali (Piemme, 1999) i inne. Był autorem scenariusza do włoskich filmów Balsamus, l’uomo di Satana (1968) i Thomas e gli indemoniati (1970). Wystąpił jako aktor w filmach La mazurka del barone, della santa e del fico fiorone (1975), Si salvi chi vuole (1980) i Sconcerto Rock (1982).
W wyborach w 1999 z listy Federacji Zielonych uzyskał mandat posła do Europarlamentu. Należał do Grupy Zielonych i Wolnego Sojuszu Europejskiego, pracował w Komisji Rolnictwa i Rozwoju Obszarów Wiejskich. W PE zasiadał do 2004. Był także radnym miejskim w Bolonii.